# Jean-Baptiste Avelines
Pour les articles homonymes, voir Avelines.
Jean-Baptiste Avelines est un homme politique français né le 1er avril 1747 à Caumont-l'Éventé (Calvados) et mort le 15 mars 1812 au même lieu.
Député du Calvados de 1791 à 1792, il est administrateur du département, puis juge de paix du canton de Caumont-l'Éventé. 

## Sources
« Jean-Baptiste Avelines », dans Adolphe Robert et Gaston Cougny, Dictionnaire des parlementaires français, Edgar Bourloton, 1889-1891 [détail de l’édition]